# لويس أيالا (تنس)
لويس أيالا (بالإسبانية: Luis Ayala)‏ مواليد 18 سبتمبر 1932 في سانتياغو، هو لاعب كرة مضرب تشيلي سابق بدأ مسيرته كمحترف سنة 1962 وكان يلعب باليد اليمنى، اعتزل اللعب في 1970. كما أنه أحد أبطال الجراند سلام. أعلى تصنيف له في الفردي كان المركز الـ 5 في سنة 1958.

## النهائيات

### الفردي (الوصافة 2)
| الحصيلة | السنة | البطولة        | المنافس في النهائي | النتيجة في النهائي      |
| ------- | ----- | -------------- | ------------------ | ----------------------- |
| الوصافة | 1958  | فرنسا المفتوحة | ميرفين روز         | 3–6, 4–6, 4–6           |
| الوصافة | 1960  | فرنسا المفتوحة | نيكولا بيترانجيلي  | 6–3, 3–6, 4–6, 6–4, 3–6 |

### الزوجي المختلط: (الألقاب 1, الوصافة 1)
| الحصيلة | السنة | البطولة          | الشريك          | المنافس في النهائي       | النتيجة في النهائي |
| ------- | ----- | ---------------- | --------------- | ------------------------ | ------------------ |
| الوصافة | 1955  | البطولة الفرنسية | جيني ستالي هود  | دارلين هارد غوردون فوربس | 7–5, 1–6, 2–6      |
| الفوز   | 1956  | البطولة الفرنسية | ثيلما كوين لونغ | دوريس هارت بوب هاو       | 4–6, 6–4, 6–1      |

## روابط خارجية
- لويس أيالا على موقع رابطة محترفي التنس (الإنجليزية)
- لويس أيالا على موقع الاتحاد الدولي لكرة المضرب (الإنجليزية)
- لويس أيالا على موقع كأس ديفيز (الإنجليزية)
- لويس أيالا على موقع خلاصة التنس.كوم (الإنجليزية)